# Dominica
Dominica,tên đầy đủ là Thịnh vượng chung Dominica (tiếng Anh: Commonwealth of Dominica),là một quốc đảo trong vùng Biển Caribê. Quốc gia này là một phần của chuỗi đảo Windward trong quần đảo Lesser Antilles ở Biển Caribe. Thủ đô Roseau nằm ở phía tây của hòn đảo. Những người hàng xóm gần nhất của Dominica là hai vùng lãnh thổ cấu thành của Liên minh châu Âu, cả hai đều là các tỉnh hải ngoại của Pháp: Guadeloupe ở phía tây bắc và Martinique ở phía nam-đông nam. Dominica bao gồm diện tích đất liền là 750 km2 (290 dặm vuông Anh), và điểm cao nhất là Morne Diablotins, ở độ cao 1.447 m (4.747 ft) Dân số là 71.293 người theo điều tra dân số năm 2011.
Hòn đảo được người Arawak đến từ Nam Mỹ định cư vào thế kỷ thứ năm. Người Kalinago đã thay thế người Arawak vào thế kỷ thứ 15. Người ta cho rằng Christopher Columbus đã đi qua hòn đảo vào Chủ Nhật, ngày 3 tháng 11 năm 1493. Sau đó, hòn đảo này đã bị người châu Âu xâm chiếm, chủ yếu là người Pháp từ những năm 1690 đến năm 1763. Người Pháp đã buôn bán nô lệ từ Tây Phi đến Dominica để làm việc trên các đồn điền cà phê. Anh đã chiếm đóng vào năm 1763 sau Chiến tranh Bảy năm và dần dần đưa tiếng Anh trở thành ngôn ngữ chính thức. Hòn đảo này giành được độc lập như một nước cộng hòa vào năm 1978.
Dominica được mệnh danh là "Hòn đảo thiên nhiên của vùng Caribe" vì môi trường tự nhiên của nó. Đây là hòn đảo trẻ nhất ở Lesser Antilles và vẫn đang được hình thành bởi hoạt động địa nhiệt-núi lửa, bằng chứng là suối nước nóng lớn thứ hai thế giới, được gọi là Hồ Boiling. Hòn đảo có rừng mưa nhiệt đới tươi tốt trên núi và là nơi sinh sống của nhiều loài thực vật, động vật và chim quý hiếm. Có những vùng cây bụi khô cằn ở một số vùng ven biển phía tây, nhưng lượng mưa lớn lại xảy ra ở vùng đất liền. Vẹt sisserou, còn được gọi là vẹt amazon đế quốc, đang bị đe dọa nghiêm trọng và chỉ được tìm thấy ở Dominica. Đây là loài chim quốc gia của hòn đảo và được in trên quốc kỳ, khiến Dominica trở thành một trong hai quốc gia có chủ quyền duy nhất có quốc kỳ chính thức có màu tím. Quốc gia này là thành viên của Khối thịnh vượng chung, Liên hợp quốc, Tổ chức các quốc gia châu Mỹ, Tổ chức quốc tế Pháp ngữ, Tổ chức các quốc gia Đông Caribe và Phong trào không liên kết.

## Tên gọi
Trong tiếng Latinh tên của quốc gia này có nghĩa là "Chủ Nhật", đó là ngày hòn đảo được Cristoforo Colombo khám phá. Tên của Dominica thời tiền Colombo là Wai'tu kubuli, có nghĩa "người cô ta cao". Người thổ dân Kalinago trên hòn đảo, thường bị gọi sai thành người 'Carib', có một vùng lãnh thổ giống với vùng lãnh thổ dành riêng cho người da đỏ của Canada. Vì hòn đảo này đã trải qua một giai đoạn chiếm đóng của Pháp và năm giữa hai lãnh thổ hải ngoại của Pháp (Guadeloupe ở phía bắc và Martinique ở phía nam), nên thỉnh thoảng nó được gọi là "Dominica thuộc Pháp". Nó cũng có tên hiệu "Hòn đảo thiên nhiên của vùng Caribê" vì vẻ đẹp tự nhiên chưa bị xâm phạm.
Người Carib gọi hòn đảo là Wai‘tu kubuli, có nghĩa là "Cơ thể cô ấy cao" (Tall is her body).
Christopher Columbus, đã đặt tên cho hòn đảo là Dominica, theo thuật ngữ tiếng Latin dies Dominica có nghĩa là Chủ Nhật, ngày mà ông lần đầu tiên nhìn thấy nó vào tháng 11 năm 1493.
Tên của Dominica được phát âm nhấn mạnh vào chữ i thứ hai, theo cách phát âm tiếng Tây Ban Nha của tên của nó do Christopher Columbus đặt cho.
Tên gọi tương tự với Cộng hòa Dominica đã khiến một số người ở Dominica ủng hộ việc đổi tên để thiết lập bản sắc riêng của mình.

## Lịch sử

### Lịch sử địa chất
Dominica lần đầu tiên nổi lên từ biển trong kỷ Oligocene cách đây khoảng 67 triệu năm, khiến nơi đây trở thành một trong những hòn đảo Caribe cuối cùng được hình thành do hoạt động núi lửa.

### Thời kỳ tiền thuộc địa và buổi đầu tiếp xúc với người châu Âu
Cư dân bản địa trước thời kỳ thuộc địa của Dominica là người Carib Đảo, những người được cho là đã đuổi người Arawak trước đó đi. Tuy nhiên, đây có thể là một quan niệm sai lầm một phần vì các câu chuyện của tổ tiên Kalinago đề cập đến hai nhóm cùng tồn tại và kết hôn với nhau. Người Arawak không phải là nhóm bản địa chính. Người ta tin rằng trước họ là một nhóm người da đỏ cổ đại đã đến vào cuối thời kỳ Pleistocene muộn.
Năm 1493, Christopher Columbus lần đầu tiên phát hiện ra hòn đảo này trong chuyến hành trình thứ hai của mình đến châu Mỹ. Vì ông nhìn thấy hòn đảo vào một ngày Chủ Nhật (ngày 3 tháng 11 năm 1493), Columbus đã đặt tên cho hòn đảo là Dominica (tiếng Latin có nghĩa là 'Chủ Nhật'). Một số  thực dân Tây Ban Nha đã định cư ở đây. Nhưng khi những nhà thám hiểm và người định cư châu Âu đến khu vực này, những người tị nạn bản địa từ các đảo xung quanh đã định cư tại Dominica và đẩy những người định cư Tây Ban Nha ra đi. Thay vào đó, người Tây Ban Nha tập trung vào Đảo châu Mỹ đầu tiên mà họ thành lập, Hispaniola, một hòn đảo chung với Haiti. Hispaniola sau đó được đổi tên thành Cộng hòa Dominica.

### Thuộc địa của Pháp
Tây Ban Nha không mấy thành công trong việc thực dân hóa Dominica. Năm 1632, Compagnie des Îles de l'Amérique của Pháp tuyên bố chủ quyền đối với Dominica và các "Petites Antilles" khác, nhưng không có sự chiếm đóng thực tế nào diễn ra. Từ năm 1642 đến năm 1650, nhà truyền giáo người Pháp Raymond Breton đã trở thành du khách châu Âu thường xuyên đầu tiên đến hòn đảo này.
Năm 1660, người Pháp và người Anh đã nhất trí rằng Dominica và St. Vincent không nên được định cư, mà thay vào đó sẽ được để lại cho người Carib như một lãnh thổ trung lập. Tuy nhiên, tài nguyên thiên nhiên của nơi này đã thu hút các đoàn thám hiểm của những người làm nghề lâm nghiệp người Anh và người Pháp, những người bắt đầu khai thác gỗ. Năm 1690, người Pháp đã thành lập các khu định cư cố định đầu tiên của họ. Những người đốn gỗ người Pháp từ Martinique và Guadeloupe bắt đầu dựng trại gỗ để cung cấp gỗ cho các đảo của Pháp và họ dần trở thành những người định cư lâu dài. Họ đã đưa những người châu Phi đầu tiên bị bắt làm nô lệ từ Tây Phi đến Dominique, theo cách gọi của họ bằng tiếng Pháp.
Năm 1715, một cuộc nổi loạn của những người nông dân da trắng nghèo ở phía bắc Martinique, được gọi là La Gaoulé, đã khiến những người định cư di cư đến phía nam Dominique, nơi họ lập nên những trang trại nhỏ. Trong khi đó, các gia đình người Pháp và những người khác từ Guadeloupe định cư ở phía bắc. Năm 1727, vị chỉ huy người Pháp đầu tiên, M. Le Grand, đã nắm quyền kiểm soát hòn đảo với một chính quyền cơ bản của Pháp. Dominique chính thức trở thành thuộc địa của Pháp và hòn đảo được chia thành các quận hoặc "khu". Người Pháp đã phát triển nông nghiệp đồn điền ở Martinique và Guadeloupe, nơi họ trồng mía với những công nhân châu Phi bị bắt làm nô lệ. Ở Dominique, họ dần phát triển các đồn điền cà phê. Do nạn buôn bán nô lệ xuyên Đại Tây Dương, dân số nói chung chủ yếu bao gồm nô lệ người Phi da đen.
Năm 1761, trong Chiến tranh Bảy năm ở châu Âu, một cuộc thám hiểm của Anh chống lại Dominica, do Andrew Rollo chỉ huy, đã chinh phục hòn đảo này và một số đảo Caribe khác. Năm 1763, Pháp thua cuộc chiến và nhượng hòn đảo cho Anh theo Hiệp ước Paris. Cùng năm đó, Anh thành lập một hội đồng lập pháp, chỉ có đại diện là những người thực dân châu Âu. Tiếng Pháp vẫn là ngôn ngữ chính thức, nhưng tiếng Creole Antilles, phát triển từ tiếng Pháp, được hầu hết người dân sử dụng.
Năm 1778, người Pháp, với sự hợp tác tích cực của người dân, bắt đầu chiếm lại Dominica. Điều này đã kết thúc vào năm 1783 theo Hiệp ước Paris thứ hai, trao trả hòn đảo cho Anh kiểm soát, nhưng người dân trên đảo, đặc biệt là những người được coi là gens de couleur libres (nghĩa đen là 'những người da màu tự do'), đã chống lại các hạn chế của Anh. Người Anh vẫn giữ quyền kiểm soát trong suốt các cuộc xâm lược của Pháp vào năm 1795 và 1805, cuộc đầu tiên diễn ra trong thời kỳ Cách mạng Haiti, giành được độc lập cho Haiti (trước đây là Saint-Domingue, thuộc địa Caribe giàu có nhất của Pháp).

### Thuộc địa của Anh

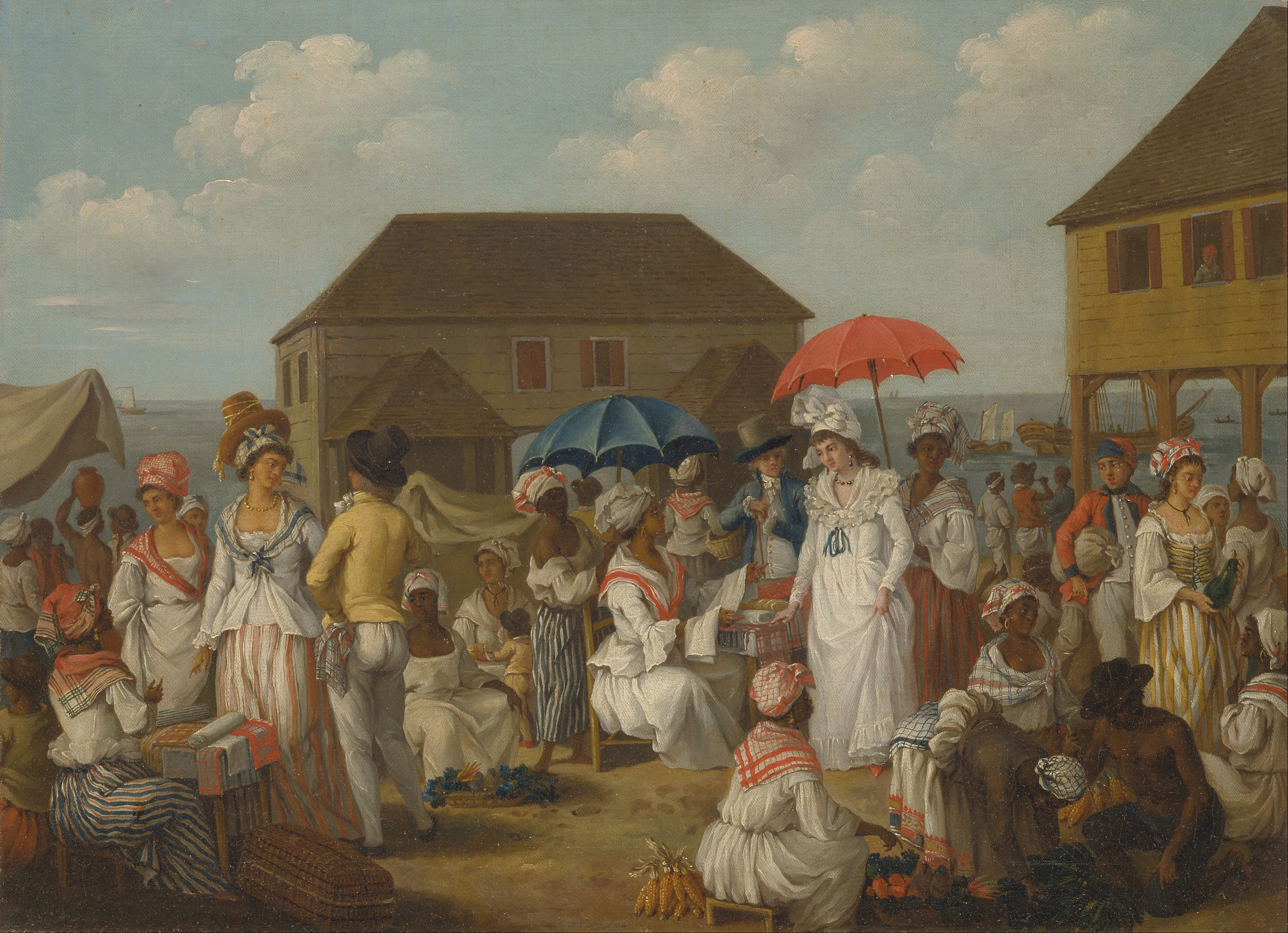
Một khu chợ vải lanh ở Dominica vào những năm 1770

Anh thành lập một thuộc địa nhỏ vào năm 1805. Anh sử dụng Dominica như một phần của hoạt động buôn bán nô lệ xuyên Đại Tây Dương, theo đó nô lệ được nhập khẩu và bán làm lao động trên các đảo như một phần của hoạt động buôn bán bao gồm sản xuất và vận chuyển đường và cà phê như các loại cây trồng hàng hóa sang châu Âu. Đồn điền nô lệ được ghi chép tốt nhất trên đảo là Đồn điền Hillsborough, nơi có 71 nô lệ nam và 68 nô lệ nữ. Gia đình Greg rất đáng chú ý: Thomas Hodgson, anh rể, sở hữu một tàu chở nô lệ, và Thomas Greg cùng con trai John Greg là đồng sở hữu các đồn điền mía ở Dominica. Vào tháng 1 năm 1814, 20 nô lệ đã bỏ trốn khỏi Hillsborough. Họ được ghi nhận là đã bị bắt lại và bị phạt 100 roi đối với nam và 50 roi đối với nữ. Những nô lệ được cho là đã nói rằng một trong những người của họ đã chết trong bệnh viện đồn điền, và họ tin rằng anh ta đã bị đầu độc.
Năm 1831, phản ánh sự tự do hóa các thái độ chủng tộc chính thức của người Anh, Dự luật Đặc quyền Brown đã trao các quyền chính trị và xã hội cho những người da đen tự do (chủ yếu là những người da màu tự do, thường là người lai, có tổ tiên là người châu Phi và châu Âu). Với Đạo luật bãi bỏ chế độ nô lệ năm 1833, Anh đã chấm dứt chế độ nô lệ trên toàn đế chế của mình, ngoại trừ ở Ấn Độ.
Cùng với tự do là quyền bầu cử. Năm 1835, ba người đàn ông gốc Phi đầu tiên được bầu vào hội đồng lập pháp của Dominica. Nhiều nô lệ từ các đảo thuộc địa của Pháp lân cận là Guadeloupe và Martinique đã chạy trốn đến Dominica. Năm 1838, Dominica trở thành thuộc địa đầu tiên của Tây Ấn thuộc Anh có cơ quan lập pháp được bầu do đa số người châu Phi kiểm soát. Hầu hết các nhà lập pháp này đều là những người da màu tự do và là những người nông dân nhỏ hoặc thương gia trước khi chế độ nô lệ bị bãi bỏ. Quan điểm kinh tế và xã hội của họ khác với lợi ích của tầng lớp chủ đồn điền người Anh giàu có và nhỏ bé. Phản ứng trước mối đe dọa được nhận thấy đối với quyền lực của họ, những người chủ đồn điền đã vận động hành lang để có sự cai trị trực tiếp hơn của Anh.
Năm 1865, sau nhiều cuộc đấu tranh và căng thẳng, văn phòng thuộc địa đã thay thế hội đồng bầu cử bằng một hội đồng gồm một nửa thành viên được bầu và một nửa được bổ nhiệm. Những người chủ đồn điền, những người liên minh với các nhà quản lý thuộc địa, đã qua mặt các nhà lập pháp được bầu trong nhiều lần. Năm 1871, Dominica trở thành một phần của British Leeward Islands. Quyền lực chính trị của hội đồng bầu cử dần bị xói mòn. Chính quyền thuộc địa Vương thất được tái lập vào năm 1896.

## Chính trị
Dominica là một nước theo chế độ dân chủ nghị viện bên trong Khối thịnh vượng chung. Tổng thống là nguyên thủ quốc gia, quyền lực hành pháp nằm trong tay Nội các, do Thủ tướng lãnh đạo. Quốc hội Dominica gồm 32 thành viên Quốc hội, 21 người là nghị viên thông qua bầu cử và 9 người là các nhà lãnh đạo địa phương, Chủ tịch Quốc hội và Bộ trưởng Tư pháp đương nhiên là thành viên thứ 2 trong tổng số 32 ghế của Quốc hội.
Không giống các cựu thuộc địa khác của Anh trong vùng, Dominica chưa từng là một vương quốc thịnh vượng chung (Commonwealth realm) với Quân chủ Anh là nguyên thủ quốc gia của họ, bởi vì nước này đã trở thành một nền cộng hòa độc lập. Dominica là một thành viên đầy đủ của Cộng đồng Caribe (CARICOM) và Tổ chức các quốc gia đông Caribe (OECS). Dominica cũng là một thành viên của Tòa án Tội phạm Quốc tế với một Thỏa thuận Miễn trừ Song phương bảo vệ cho quân đội Hoa Kì (như được quy định trong Điều 98).

## Địa lý

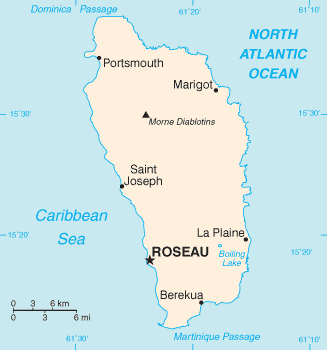
Bản đồ Dominica

Dominica là một đảo quốc và là quốc gia không có biên giới trong vùng biển Caribe, phía cực nam Quần đảo Leeward. Kích thước quốc gia này khoảng 754 km² (291 dặm vuông). Thủ đô là Roseau.
Dominica phần lớn bao phủ bởi rừng mưa và là nơi có hồ sôi lớn thứ hai thế giới. Dominica cũng có rất nhiều thác nước, sông, suối. Một số loài thực vật và động vật dù đã tuyệt chủng trên các hòn đảo lân cận vẫn được tìm thấy trong những khu rừng Dominica. Trạng thái núi lửa của hòn đảo và sự thiếu vắng các bãi biển cát khiến Dominica trở thành một địa điểm lặn biển nổi tiếng. Dominica cũng là quốc gia có nhiều vùng bảo vệ, gồm cả Công viên quốc gia Cabrits.
Dominica đang có tranh cãi từ lâu với Venezuela về việc Venezuela tuyên bố chủ quyền vùng biển quanh Isla Aves (Đảo Chim), một hòn đảo nhỏ cách 70 dặm (110 km) phía tây đảo Dominica.

## Kinh tế
Kinh tế Dominica phụ thuộc vào cả du lịch và nông nghiệp. Bốn mươi phần trăm lao động Dominica làm việc trong lĩnh vực nông nghiệp, xuất khẩu nông nghiệp chính của Dominica gồm thuốc lá, chuối, rau, cam quýt, cùi dừa, dầu dừa, và dầu tinh chất như dầu nguyệt quế. Các ngành công nghiệp của đất nước, ngoài du lịch, gồm xà phòng, đồ nội thất, bê tông đúc sẵn, và giày dép. Dominica được hưởng lợi thế có một trường y hải ngoại, Đại học Ross, tại thị trấn phía bắc Portsmouth. Khoảng 900 sinh viên đang sống và học tập tại Portsmouth.

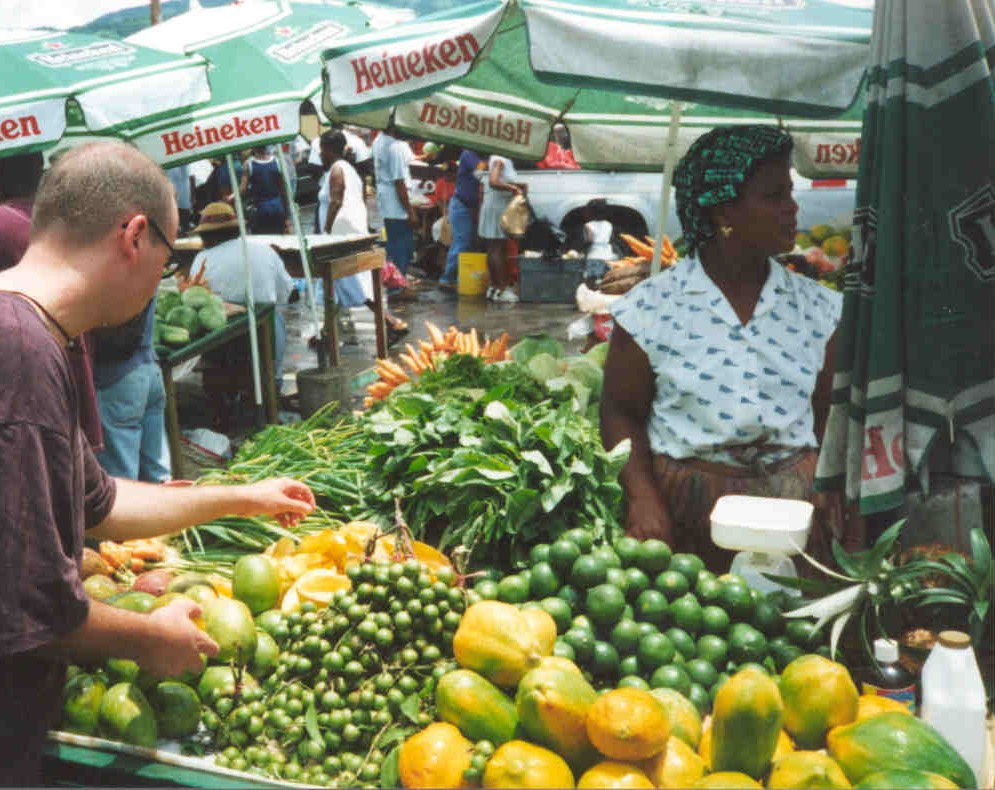
Chợ ban ngày tại Roseau

Kinh tế Dominica có tỷ lệ nghèo khổ (30%), thất nghiệp (23%) cao, và mức GDP trên đầu người thấp (US$5.400). Kinh tế Dominica đã bị ảnh hưởng mạnh vì các vấn đề trong ngành công nghiệp chuối. Toàn bộ nền kinh tế bị tác động khi thời tiết làm thiệt hại sản lượng thu hoạch chuối, hay khi giá chuối giảm. Liên minh châu Âu dần bãi bỏ ưu đại tiếp cận thị trường của sản phẩm chuối từ nước này khiến nhu cầu giảm sút. Đối mặt với điều đó, chính phủ Dominica đã tư nhân hóa công nghiệp chuối. Tương tự, chính phủ tìm cách đa dạng hóa nền kinh tế và bãi bỏ các biện pháp kiểm soát giá cả trong nỗ lực nhằm cải thiện nền kinh tế phát triển chậm chạp. Chính phủ cũng tìm cách phát triển du lịch, đặc biệt là du lịch sinh thái. Vì thiếu một cảng hàng không quốc tế cùng những bãi biển cát, đặc điểm tự nhiên với nhiều rừng mưa nhiệt đới cũng như cảnh quan thiên nhiên đẹp đẽ được bảo vệ tốt chính là những ưu thế phát triển du lịch sinh thái quốc gia. Quả vậy, cần nhớ rằng trong số toàn bộ những hòn đảo vùng Caribe, Dominica là nơi duy nhất Christopher Columbus vẫn có thể nhận ra được.
Tính đến năm 2016, GDP của Dominica đạt 524 USD, đứng thứ 184 thế giới và đứng thứ 11 khu vực Caribe.

## Nhân khẩu
Tôn giáo tại Dominica (2010)

Hầu như toàn bộ 70.000 người dân Dominica hiện nay đều là con cháu của những người nô lệ, được các chủ đồn điền thực dân đưa tới đây từ thế kỷ XVIII. Tuy nhiên, Dominica là một trong số ít hòn đảo vùng Đông Caribe có một số dân là người da đỏ Carib thời tiền Columbo, khoảng 3000 người trong số đó sống ở bờ biển phía đông hòn đảo trên lãnh thổ của riêng họ. Chưa tới 200 người trên hòn đảo này là người da trắng.
Tốc độ tăng trưởng dân số Dominica rất thấp, chủ yếu vì sự di cư tới những nơi phát triển hơn Anh Quốc, Hoa Kỳ, hay Canada. Tiếng Anh là ngôn ngữ chính thức của Dominica và được sử dụng rộng rãi; tuy nhiên, vì có lịch sử đô hộ của Pháp, "Patois", một loại ngôn ngữ creole dựa trên tiếng Pháp, là tiếng mẹ đẻ của 80% dân Dominica và đây là một trong những lý do khiến Dominica gia nhập Cộng đồng các nước nói tiếng Pháp (Francophonie). Khoảng 80% dân số theo Thiên chúa giáo, dù trong những năm gần đây một số Nhà thờ tin lành đã được thành lập.

## Văn hóa

Lãnh thổ bờ biển phía tây thuộc bộ lạc Kalinago của Dominica

Dominica là nơi sinh sống của nhiều tộc người. Trong lịch sử tồn tại của nhiều bộ tộc thổ dân ở đây, chỉ bộ tộc Carib còn sót lại khi những người định cư châu Âu đầu tiên tới hòn đảo. Những người định cư Pháp và Anh đều tuyên bố chủ quyền với hòn đảo này, và đã nhập khẩu nô lệ từ Châu Phi. Những người Carib bản xứ có một khu dành riêng để tiếp tục sống theo cách truyền thống. Sự hòa trộn các nền văn hóa này là một yếu tố quan trọng của Dominica.
Nhà văn nổi tiếng Jean Rhys sinh ra và lớn lên tại Dominica. Hòn đảo này đã được gián tiếp miêu tả trong cuốn sách nổi tiếng nhất của bà, Wide Sargasso Sea. Người bạn của Rhys, nhà hoạt động chính trị và tác gia Phyllis Shand Allfrey, đã viết cuốn tiểu thuyết, The Orchid House ISBN 0-8135-2332-X, tại Dominica.
Thổ ngữ Dominica bao gồm cả Cocoy và Patois Pháp. "Cocoy", chủ yếu là ngôn ngữ pha trộn giữa tiếng Anh London do người định cư Anh mang sang và kiểu phát âm châu Phi. Cocoy chủ yếu được dùng ở vùng phía đông bắc đảo. Tiếng patois Pháp được dùng nhiều hơn có nguồn gốc từ những người định cư Pháp sống ở các hòn đảo Guadeloupe và Martinique lân cận.